# HAT-P-33 b
HAT-P-33 b est une exoplanète orbitant autour de HAT-P-33, une étoile de type spectral F de la séquence principale du diagramme de Hertzsprung-Russell située à environ 1 367 années-lumière (419 pc) du Soleil dans la constellation des Gémeaux. Elle a été détectée au printemps 2011 par la méthode des transits.

## Caractéristiques
HAT-P-33 b aurait une masse de l'ordre de 0,76 MJ mais un rayon de 1,83 RJ, d'où une masse volumique globale particulièrement faible d'à peine 0,15 g/cm3. Il s'agirait par conséquent d'une planète de type Jupiter chaud, avec une température d'équilibre de 1 838 K.